# Beltane

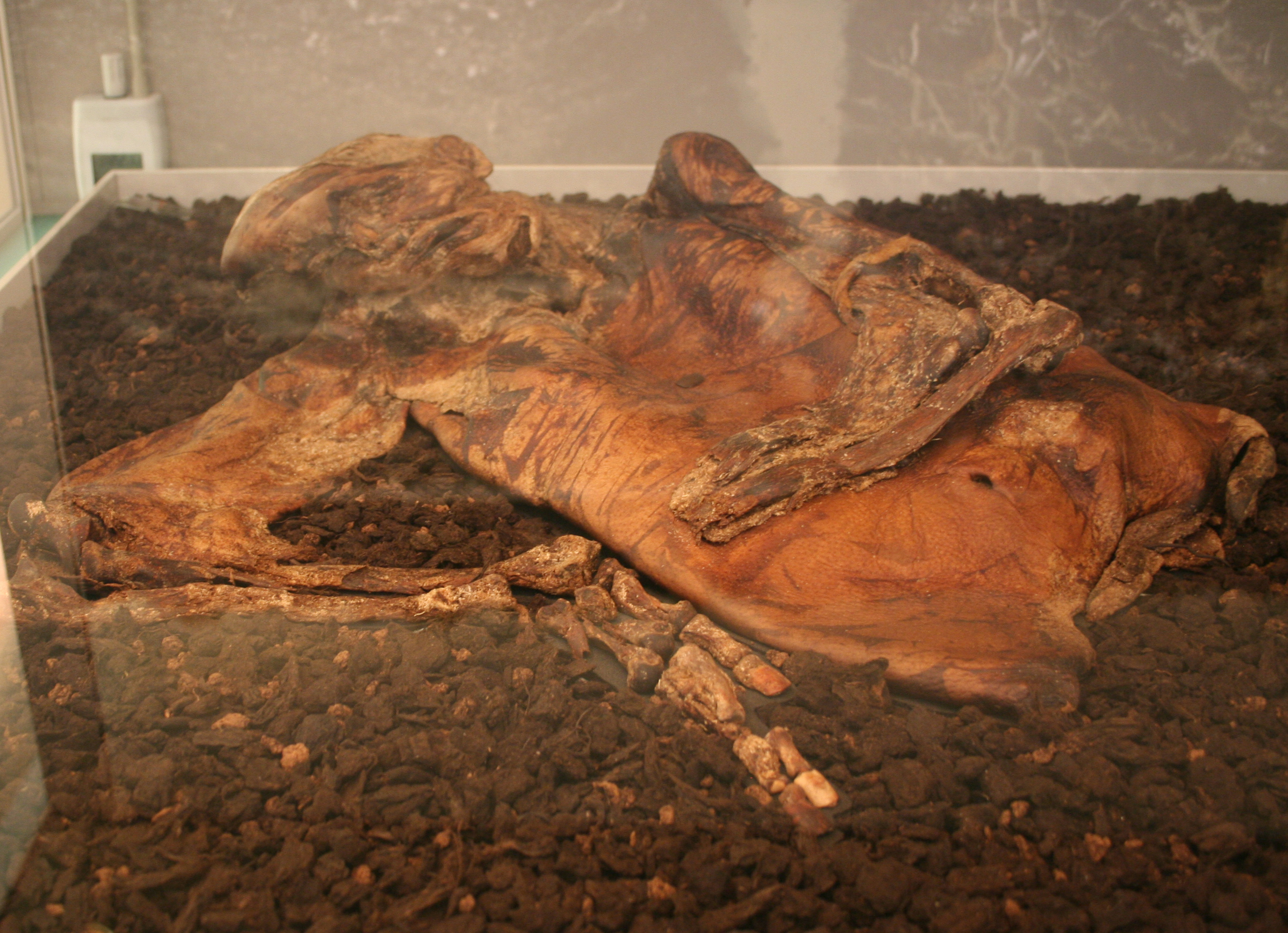
A kelta druidák fesztiváljának áldozata lehetett a Lindow-i férfi, akinek maradványait megőrizte a tőzegláp

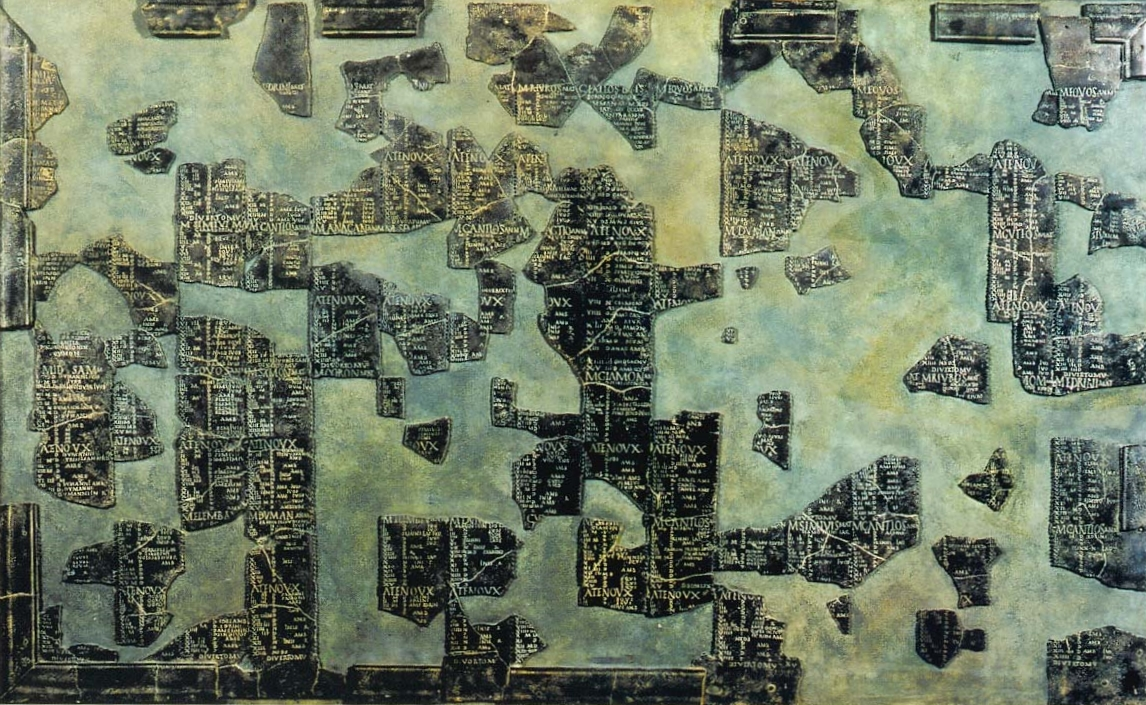
A Coligny-naptár, a vésett, bronzból készült kelta naptártöredékeket Lyon mellett találták Franciaországban

Beltane a modern ír-gael nyelvű Bealtaine (változatai: Beltine, Bealtine, Beltene) angolosított változata. Bealtaine az ír nyelvben jelöli a május hónapot (Mí Bealtaine), és a május elsejét is. A szó alakváltozatai egyéb gael nyelvekben is megtalálhatók, ugyanezt a napot/hónapot jelölik.
A május elsejei ünnep jelentősége, hogy a Samhain „ellenpontjaként” az esztendő „napos” felének eljövetelét jelentette (innen származik a Cetsamhain elnevezése is az ünnepnek). A kelták két évszakra osztották föl az évet és a tél Samhain estéjétől Beltane estéjéig tartott.

## A szó etimológiája
A bealtaine szó etimológiája jól jelöli az ünnep jelentőségét, amit megtestesít.
Biztos jelentését tekintve elég bizonytalan szóval állunk szemben. A taine szótag valószínűsíthetően a teine szóból képződött, melynek jelentése: tűz. A bel szótag feltehetőleg fénylő, ragyogó jelentésű. Bizonyos értelmezések kiemelik azt, hogy a gall Belenus isten neve is hasonlít a beltine szóhoz, ami érthető is, hiszen a gall istent gyakran hasonlították Apollónhoz, akit a görögök egy időben a naphoz társítottak.
A p-kelta nyelvekben a május elsejét nem az ír szóhoz hasonlóan jelölték. A walesi nyelvben elterjedt elnevezés a Calan Mai (május első napja), cornwalliul Cala' Mē, bretonul Kala Hañv. Jelentésük hasonló a walesi kifejezéshez.

## Modern ünneplése

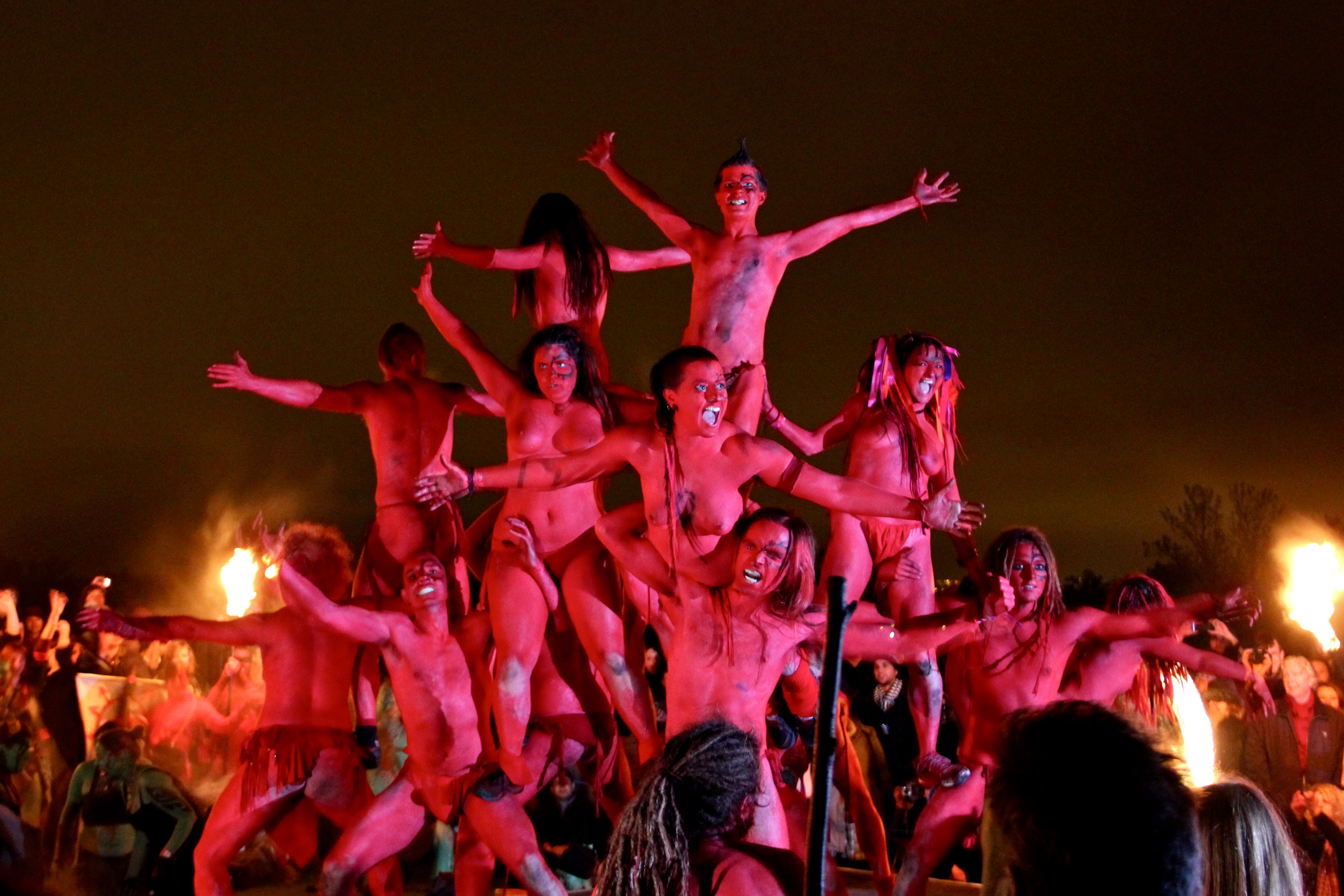
Beltane Tűz Fesztivál (Beltane Fire Festival) kelta ünnep, Edinburgh, Skócia

Több pogány, újpogány vallásban is előforduló ünnep, mint például a Wiccában. Ez az újjászületés ünnepe, a Természet feléledése. Ellentéte Samhain-nak, a halál ünnepének.

## Az ünnephez tartozó hagyományok
Mint ahogy az a szó etimológiájából is látszik, a beltine ünnepében jelentős szerepet játszott a tűz és az emberáldozat. A korai állattenyésztő vidékeken a tavasz, nyár eljövetele a csordák nyári legelőkre való áthajtását is jelentették. A pogány babona szerint a vándorlás kezdetekor a pásztorok a csordát két tűzrakás között hajtották át, mely szertartás megvédelmezte a csordát a betegségektől, gonosz szellemektől. Ha a tűzrakások között az ember is áthaladt, ő is védettséget szerzett a különböző járványoktól.
A csorda indulása, valamint az, hogy a történetek szerint Míl népe és a Tuatha Dé Danann is május elsején érkeztek Írországba, arra enged következtetni, hogy az ünnepnek a kiemelkedően fontos kezdetekhez is köze van: a hagyomány szerint május elsején célszerű belevágni nagy vállalkozásokba, így sikeresek lesznek. Azonban május jelentette a házasodási időszak végét, és a házasság szempontjából május elseje nem számított szerencsés napnak.